# Францішек Ксаверій Друцький-Любецький
Князь Францішек Ксаверій Друцький-Любецький (16 січня 1778 , Pahost Zaharodskid, Берестейське воєводство  — 10 травня 1846 , Санкт-Петербург ) — гродненський і віленський губернатор, міністр фінансів Царства Польського, дійсний таємний радник. Власник садиб Станіславове та Щучин.

## Походження
Представник княжого роду Друцьких-Любецьких, внесеного до родовідної книги Мінської губернії. Син каштеляна пінського Францішека Друцького-Любецького та Геновефи Олізар-Волчкевич, сестри Філіпа-Нереуша Олізара. Мав трьох братів і чотирьох сестер: 1) Онуфрія, одруженого з Аполінарією Жаба (доньці воєводи полоцького Тадеуша Жаби), 2) Терезу, дружину Юзефа Сципіо дель Кампо, 3) Кароля, одруженого з Німфою Слизень, 4) Героніма, одруженого з Христиною Немирович-Щит (донькою Юзефа Немировича-Щита), 5) Анну, дружину Юзефа Струтинського, 6) Юзефу, дружину Войтеха Пусловського, 7) Теклу, дружину Юзефа Немировича-Щита.

## Біографія
18 (29) червня 1784 року зарахований до Петербурзького сухопутного кадетського корпусу. Улюбленим предметом, який він особливо ревно вивчав, була математика, що викладається в корпусі знаменитим ученим Леонард Ейлер.
Після закінчення навчання 20 листопада (1 грудня) 1797 року вступив прапорщиком до Низовського мушкетерського полку. Брав участь в італійському та швейцарському походах Олександра Суворова. За хоробрість у битві під Маренго отримав орден Святої Анни 3-го ступеня та звання підпоручника.
У 1800 році у зв'язку з контузією вийшов у відставку і оселився у своїх маєтках у Гродненській губернії (Черльона, Щучин). З 1806 року — член Гродненського комітету з влаштування побуту євреїв.

### Губернатор та ватажок дворянства
В 1809 році був обраний гродненським повітовим ватажком дворянства. У справах посади їздив до Санкт-Петербурга, де зустрічався з Олександром I і просив його про більш зрівняльний розподіл повинностей між місцевими та російськими поміщиками, про поліпшення засобів повідомлень. Прохання було задоволене.
У 1810—1812 роках разом із Людвігом Плятером склав проєкт автономії Литви під протекторатом Росії. У 1811 році входив до заснованого в Санкт-Петербурзі «комітету з кращих польських дворян», отримав чин дійсного статського радника.
Повернувся у свої маєтки, напередодні війни 1812 року перебував у Вільно, де радив Барклаю-де-Толлі не проводити екстрений рекрутський набір, щоб уникнути дезертирства серед новобранців. На початку війни покинув губернію разом із Олександром I. 14 (26) грудня 1812 року призначений гродненським губернським ватажком дворянства.
З 13 (25) січня по березень 1813 року виконував обов'язкигродненського губернатора. Особливу увагу звернув на постачання російських військ продовольством, дровами та медикаментами, організацію земської поліції, установа пошт, збір податків, діяльність тимчасової губернської комісії (створеної Наполеоном) та органів суду, затримання осіб, які служили в литовській або польській арміях, а також турботу про утримання військовополонених.
2 (14) лютого 1813 року призначений членом тимчасової Верховної ради Княжества Варшавського. У липні 1814 року увійшов до складу Цивільного комітету, заснованого для поліпшення адміністрації в Князівстві Варшавському. 20 травня (1 червня) 1815 року на посаді «царського намісника» підписав конституційну хартію.
Указом Олександра I від 22 січня (3 лютого) 1816 року призначений гродненським губернатором та 3 (15) лютого 1816 року звільнений зі служби в Королівстві Польському. Почесний брат гродненської масонської ложі «Приятелі людства».
Указом Олександра I від 20 липня (1 серпня) 1816 року призначений віленським губернатором, на посаді числився 7 років, але на посаду так і не вступив.

### Міністр фінансів
У червні 1816 році призначений членом Ліквідаційної комісії у Варшаві для фінансових розрахунків між Російською імперією, Пруссією та Австрією. У серпні 1817 призначений головою Ліквідаційної комісії для фінансових розрахунків між Росією та Польщею.
У 1819 року в Берліні домігся зменшення боргу Російської імперії на декілька мільйонів талерів, 1820 року Віднем було визнано свої борги Росії; 19 липня 1821 року завдяки цим успіхам Друцький-Любецький був призначений міністром фінансів Королівства Польського та членом Державної ради.
До успіхів його діяльності на цих постах можна віднести будівництво Жирардувської льнопрядильної фабрики, створення Головної дирекції для управління гірничозаводською промисловістю, установа польського банку та земського кредитного товариства, введення суворої звітності у фінансових відомствах, надання митних пільг для вивезення польського сукна. конвенції між Росією та Пруссією, яка убезпечила також економічні інтереси Польщі.
У 1825—1826 роках під час слідства по справі декабристів відстояв передачу членів польських таємних гуртків і товариств не російському, а польському сеймовому суду, чим викликав невдоволення імператора. У результаті декабристи польського та литовського походження зазнали м'яких покарань.
Після початку повстання 1830—1831 років радив цесаревичу Костянтину діяти рішуче, і той з ініціативи Друцького-Любецького видав звернення до поляків про відновлення порядку; 11 грудня 1830 року прибув до Санкт-Петербурга для переговорів з царем, грав роль посередника між диктатором Юзефом Хлопіцьким та російським урядом. Не вірячи у успіх повстання, залишився на службі у Санкт-Петербурзі.
14 лютого 1832 року був призначений членом Державної ради, в якій 1833 року підтримав ідею Михайла Сперанського про складання та видання Зводу законів Російської імперії.
За дорученням уряду їздив до Франції для ліквідації фінансових рахунків, результатом чого стало визнання Францією претензій російського уряду; висловив ідею про заміну асигнацій, що впали в ціні, на кредитні квитки.
У 1840 році склав записку про стан та заходи щодо поліпшення фінансів Росії.
Похований у с. Ольшево у фамільному склепі Пусловських.

## Родина
Одружився 14 лютого 1807 року на своїй племінниці графині Марії Сципіо дель Кампо (4 березня 1793 — 7 квітня 1876, Париж).
Діти — Володимир, Йосип (1817), Августина (1820), Юлія (1820), Геновефа (1821), Олександр (8 (20) липня 1827), Северина (1830), Ядвіга, Франциск (11.05.1833) та донька, ім'я якої невідоме.

## Нагороди
- Орден Святої Анни 3-го ступеня (1799)
- Орден Святого Володимира 4-го ступеня (1810)
- Орден Святої Анни 1-го ступеня (1812)
- Орден Святого Володимира 2-го ступеня (1815)
- Орден Білого орла (Царство Польське, 1816)
- Орден Святого Станіслава (Річ Посполита, 1785)
- Орден Червоного орла 1-го ступеня із діамантами. (Прусське королівство, 1819)
- Великий хрест ордена Леопольда (Австрійська імперія, 1821)
- Орден Святого Олександра Невського з алмазними знаками (1826)
- Орден Святого Володимира 1-го ступеня (1829)
- Орден Рутової корони (Саксонське королівство)
- Відзнака бездоганної служби за 35 років, (1839)
- Табакерка з портретом імператора, прикрашена діамантами, (1841)
- 8 благоволінь (виявлень вдячності) від імператора Олександра Першого
- 11 благоволінь від імператора Миколи Першого